# Mattia Aramu
Mattia Aramu, né le 14 mai 1995 à Cirié en Italie, est un footballeur italien, qui évolue au poste de milieu offensif au SSC Bari, en prêt du Genoa CFC.

## Biographie

### En club
Né à Cirié, dans le Piémont en Italie, Mattia Aramu est formé par le Torino FC mais c'est au Carpi FC, où il est prêté pour une saison le 4 juillet 2014, qu'il commence sa carrière professionnelle.
Il fait son retour au Torino à la fin de son prêt, et fait sa première apparition sous les couleurs de son club formateur le 13 août 2016, à l'occasion d'une rencontre de coupe d'Italie face au FC Pro Verceil. Il entre en jeu à la place d'Adem Ljajić et son équipe s'impose par quatre buts à un,.
Le 17 janvier 2017, Aramu est à nouveau prêté, cette fois au FC Pro Verceil jusqu'à la fin de la saison.
Le 21 août 2017, Aramu est à nouveau prêté, cette fois au Virtus Entella.
Le 31 août 2018, Mattia Aramu rejoint l'AC Sienne.
Le 10 juillet 2019, Mattia Aramu s'engage en faveur du Venise FC.
Lors de la saison 2019-2020, il se met en évidence en inscrivant onze buts en Serie B. Le 31 juillet 2020, il est l'auteur d'un doublé face au Perugia Calcio.
Le 25 août 2022, Mattia Aramu est prêté par le Venise FC au Genoa CFC pour une saison avec option d'achat.
Aramu inscrit son premier but pour le Genoa le 7 novembre 2022 contre la Reggina 1914, en championnat. Titulaire, il marque le but égalisateur mais ne permet pas à son équipe d'obtenir un résultat (défaite 2-1 score final).

### En équipe nationale
Avec les moins de 17 ans, il inscrit un but contre la République tchèque en mai 2012.
Avec les moins de 20 ans, il inscrit un but contre la Pologne en octobre 2015.
Il compte une sélection avec l'équipe d'Italie espoirs, obtenue le 12 août 2015 face à la Hongrie. Il entre en jeu à la place de Marco Benassi et les deux équipes se neutralisent (0-0).